# Зеленево (Колобжезький повіт)
Зеленево (пол. Zieleniewo, нім. Sellnow) — село в Польщі, у гміні Колобжеґ Колобжезького повіту Західнопоморського воєводства.
Населення — 2191 особа (2011).

## Демографія
Демографічна структура станом на 31 березня 2011 року:
|          | Загалом | Допрацездатний вік | Працездатний вік | Постпрацездатний вік |
| -------- | ------- | ------------------ | ---------------- | -------------------- |
| Чоловіки | 1058    | 248                | 763              | 47                   |
| Жінки    | 1133    | 246                | 739              | 148                  |
| Разом    | 2191    | 494                | 1502             | 195                  |